# زمین‌لرزه ۲۰۰۹ جزایر ایزو
زمین‌لرزه جزایر ایزو  در تاریخ ۹ اوت ۲۰۰۹ میلادی، برابر با ‎۱۸ مرداد ۱۳۸۸، ساعت ۱۰:۵۵:۵۵٫۱۱ به زمان یوتی‌سی در ژاپن ، منطقه جزایر ایزو رخ داد.ژرفای این زلزله ۲۹۷ کیلومتر بود. بزرگی آن ۷٫۱ در مقیاس Mw بدست آمده‌است.